# San Gregorio nelle Alpi
San Gregorio nelle Alpi (San Regorio in veneto) è un comune italiano di 1 571 abitanti della provincia di Belluno in Veneto. Si estende in Valbelluna ai piedi del Monte Pizzocco.
La denominazione del comune fino al 1867 era San Gregorio.

## Geografia fisica
Il comune di San Gregorio nelle Alpi, posto in una posizione semicentrale all'interno della media Valle del Piave, con i suoi 19 km² si sviluppa sulle pendici del monte Pizzocco partendo da una quota altimetrica di 350 metri fino a giungere al punto più elevato posto a 2.187 metri sul livello del mare.
Confina per buona parte con il comune di Santa Giustina sia a ovest sia a sud, per un breve tratto a nord-ovest con il comune di Cesiomaggiore e a est con il comune di Sospirolo.
Il territorio è piuttosto variegato, ma schematicamente si possono distinguere le tre zone altimetriche distinte:
1. La parte più bassa rispetto al capoluogo, tra i 350 metri della frazione di Velos (il punto più basso del comune) e i 500 metri, in cui il pendio è dolce e alternato a brevi tratti di area pianeggiante. Come una cintura si snoda prossimo al confine con il comune di Santa Giustina, e abbraccia alcuni nuclei abitati e frazioni, tra cui Velos, Maserolle, Muiach, Fumach, Paluch, Luni, Paderno e Alconis prossimo ormai al comune di Sospirolo.
2. Una parte intermedia che circonda il capoluogo San Gregorio e arriva fino al pianoro di Roncoi. Qui il territorio è più accidentato e pendente e raggruppa l'area posta tra i 500 e i 700 metri di altitudine in cui ancora sono presenti nuclei abitati. Fra i principali ricordiamo il paese di San Gregorio, e le frazioni di Roncoi, Barp, Cort, Carazzai.
3. La fascia più alta, posta tra i 700 metri e la cima del monte Pizzocco a 2 187 metri che rappresenta l'area montana in senso stretto, in cui il grande dislivello è coperto in un tratto brevissimo. L'area non presenta nuclei abitati se non case sparse e casere, fra cui la principale è Casera Ere, ed è in buona parte compreso all'interno del Parco Nazionale delle Dolomiti Bellunesi.

## Storia

### Dalle origini all'epoca romana
Seppur un piccolo territorio, inevitabilmente legato alla storia più ampia della Valle del Piave, si suppone che l'uomo abbia abitato l'area di San Gregorio già sul finire dall'età del bronzo (tra il 1300 e il 900).
La civiltà dei castellieri trova qui segni deboli, ma inconfutabili. Ritrovamenti di castellieri, cioè insediamenti d'altura, su posizioni naturalmente protette e talvolta fortificati, sono riconducibili anche a questo comune, a Suppiane e Castel de Pedena, cioè in un'area posta a monte del paese di San Gregorio.
Segni più concreti sono quelli riconducibili all'epoca romana. La Via Claudia Augusta Altinate, principale via di comunicazione in quei secoli, secondo gli studi di A. Alpago Novello, passava appena a sud dell'odierno Comune di San Gregorio. Secondo il tracciato più probabile da Praderadego in comune di Mel scendeva verso il castello di Zumelle fino all'abitato di Nave lungo la sponde del fiume Piave. Da qui un traghetto fluviale (zattere o piccole imbarcazioni) consentivano di raggiungere l'altra sponda, vicino alla confluenza con il torrente Veses nel territorio di Santa Giustina. Una volta a riva la strada riprendeva in direzione di Cesiomaggiore, dove nel 1786 è stato rinvenuto un cippo militare che confermava il passaggio della Via Claudia Augusta. Un ramo secondario della Via Claudia collegava poi Cesiomaggiore a Belluno, attraversando l'area pedemontana di San Gregorio vicino ai paesi di Villa di Pria (nel comune di Santa Giustina), Velos e Callibago, denotando come anticamente i principali collegamenti viari spesso privilegiassero la zona collinare al fondovalle, troppo soggetta alle piene anche devastanti del fiume Piave, fiume all'epoca dalla portata indubbiamente superiore a quella attuale (il minor deflusso idrico è causa dell'intenso sfruttamento idroelettrico) e di difficile attraversamento.
Concretamente a San Gregorio non sono pervenuti resti archeologici dell'età romana, ma una piccola frazione si chiama Soravich, nome che deriva dalla sua ubicazione: sopra il vicus, termine latino con cui si indicava il capoluogo.
È da segnalare la presenza di alcuni cippi, segno inconfutabile della centuriazione romana, rinvenuti principalmente presso le frazioni di Fumach e Paderno oltre che nella stessa San Gregorio. Ritrovamento poi di monete antiche datate tra il I e il III secolo nelle località minori del Comune fanno supporre una presenza diffusa dell'uomo su questo territorio, non concentrato in grossi centri, ma su piccoli villaggi, ville rustiche e strutture stagionali.

### Il Medioevo
Nel corso del Medioevo le sorti di questo territorio seguono quelle delle città vicine, principalmente Feltre e Belluno. Si succederanno nel tempo varie dominazioni. Al potere di Roma si sostituiranno i Longobardi dal 568 al 774. Poi dal 774 all'888 il dominio dei Franchi. Di epoca longobarda sono i ritrovamenti tra gli anni cinquanta e settanta di tombe altomedievali nella frazione di Fumach e a Moldoi nel vicino Comune di Sospirolo e i pannelli lapidei datati tra l'VIII e i IX secolo nella frazione di Paderno. A Paderno, a S. Felice, a Romagno e a San Gregorio stesso è documentata l'esistenza di alcuni castelli, da intendersi più come edifici e strutture fortificate che nel senso stretto del termine. Il Castello di Paderno, di cui è arrivato fino a noi solo il corpo principale, è l'unico che è visibile, anche se parzialmente restaurato nei secoli; esso è anche detto Castello di Pisocco, dal nome del suo proprietario che nel 1096 partì per la Prima Crociata, a cui parteciparono anche Ariberto e Andrighetto de Romagno, nomi legati a questo territorio. Pisocco aveva raffigurato nel suo stendardo la lettera gotica "P", stendardo che è stato ritrovato dipinto negli affreschi della chiesetta di San Felice in monte. Gli altri castelli ormai sono scomparsi, ma a San Gregorio, vicino alla piazza, sorge un antico edificio che ricorda una torre medievale, segno dell'antica fortificazione.

### Il dominio della Repubblica di Venezia
Nel 1404 il Feltrino e il Bellunese passano sotto il dominio della Serenissima e vi resteranno fino al 1797.
In questa fase va segnalato che San Gregorio è assieme a Lamon uno dei pochissimi comuni della Valle del Piave a possedere documenti della propria Regola ancora visibili. La Regola di San Gregorio è datata 1405, costituita da 15 fogli scritti fronte e retro, conservati presso l'archivio parrocchiale.
- Una contesa secolare sui confini, avvenne in Val Scura e sui monti sovrastanti, tra la regola di Val e Fagarè da una parte (attuali frazioni di Cergnai, Campel e Villa di Pria, nel Comune di Santa Giustina), e la regola di San Gregorio dall'altra parte (comprendente sostanzialmente quasi tutto l'attuale territorio Comunale).
Questo contenzioso andò avanti dal 1400 a tutto il 1700 con alterne vicende e molte sentenze a volte favorevoli a una parte e a volte contrarie. La prima sentenza assegnò alla Regola di Val e Fagarè La Val Scura e i monti sovrastanti sin alla sommità di Palia.
Altre sentenze modificarono a più riprese i confini. La sentenza definitiva, sostanzialmente, indica come il confine sia individuato, "sotto i salti da una parte e sopra i salti gli altri), ovvero sotto i salti, (pareti rocciose), la regola di Val e Fagarè e sopra le pareti rocciose, la regola di San Gregorio. 
Con l'ultima sentenza i confini, sommariamente descritti e segnati sul posto da croci scolpite nella roccia, indicavano il confine regoliero a partire dal torrente Veses verso la montagna, (esiste ancora una porzione di muro che indicava tale limite, poco a monte del "pian della nogherola" sotto la località Benelli.
Dal torrente Veses, passando per il muro di confine, si prosegue salendo lungo lo spigolo di San Felice, (costa Selina), lasciando a destra il "bosco di Muiach" (era un bosco a uso esclusivo della omonima frazione di San Gregorio).
Proseguendo in spigolo la "costa Selina" si giunge a un sentiero che dal piano di Roncoi porta in Val scura, passando a lato di un piccolo colle con ruderi di fabbricati, (in Comune di Santa Giustina), poco distante sul sentiero in direzione dei ruderi, è presente una piccola sorgente d'acqua perenne con incavo e piccola vasca su roccia.
Sempre salendo la "Costa Selina" si intercetta una seconda traccia di sentiero, poco accennata, che termina giusto prima delle balze rocciose, ancora salendo si giunge in prossimità dei prati, sottostanti la chiesa di San Felice (un tempo piccolo borgo abitato, ruderi di abitazioni). 
Il confine più o meno all'altezza di questa seconda traccia di sentiero, svolta a sinistra, alla metà delle crode sotto i prati di San Felice e il sottostante bosco con sentiero e sorgente (Fontanel).
Il confine traversa in orizzontale le crode sino a giungere verso la Val Scura su una piccola cengia (localmente denominata banca) a strapiombo, giusto sotto la Chiesa, sulla quale venne rilevata la presenza di una croce consunta, scolpita su roccia farinosa.
Sempre seguendo la cengia (molto stretta e accidentata), ma rimanendo ai piedi della parete rocciosa si arriva a intersecare il vecchio percorso carraio tagliato sulla roccia che da San Felice, porta alla Val Scura, e al "Bosco Litigoso" nonché alle casere con stalla, località Pradel (in abbandono ma di proprietà dello Stato).
Si ricorda come in alcune delle sentenze, venne ordinato ai regolieri di San Gregorio di distruggere la strada che proveniva da San Felice e portava in Val scura, affinché potessero passare solamente animali e persone, non carri da trasporto.
Da questo punto, in corrispondenza di una curva versi sinistra, si traversa la strada e si prende il sentiero detto del Fontanon che porta verso monte (a tratti estremamente ripido), tracciato che si snoda su un ghiaione (citato nelle sentenze), in direzione della Val delle Ere, passando per il Covol, Pala Man, Fontanon, Ere. 
Poco oltre l'inizio del sentiero del "fontanon" a circa trenta metri dalla partenza, si nota a sinistra una labile traccia di sentiero in disuso, quasi orizzontale sul ghiaione che si dirige verso la valle, mantenendo una quota costante.
Il tracciato dl sentiero del Fontanon è stato da alcuni decenni modificato e spostato nel tratto iniziale, causa franamenti della vecchia sede ormai impraticabile ma ancora riconoscibile.
Il confine segue il sentiero originale sin quasi sotto la parete posta poco prima del Covol, in corrispondenza di una netta svolta a destra (attuale terzo tornante).
Proseguendo verso sinistra sotto la parete della Pala Man, verso la Val Scura, si arriva dopo una cinquantina di metri a un precipizio che interrompe la possibilità di proseguire oltre.
In questo punto è presente una croce scolpita su roccia.
Da questa croce (indicato localmente come "termen") si scende lungo la linea di massima pendenza per circa 100 metri sino alla base del filone roccioso, qui è stata rinvenuta un'altra croce scolpita, molto rovinata.
Da questo punto si prosegue a destra costeggiando la parete rocciosa per altri 60/80 metri, seguendo una traccia di sentiero che altro non è che la prosecuzione di quel labile sentiero su ghiaione, prima accennato.
In prossimità di un antro su roccia, poco a valle, sotto un masso sporgente è ubicata un'altra croce scolpita.
Si segue sempre la traccia di sentiero che costeggia la base della parete rocciosa e in prossimità di un ampio dosso boscoso, verso valle, su una roccia poco evidente è segnalata un'altra croce scolpita.
Si continua per altri 150 metri sino a un filone roccioso parallelo alla parete principale, la traccia di sentiero si perde su un ghiaione.
Alla base del filone, ad altezza d'uomo, altra croce scolpita.
In questo punto la traccia di sentiero si biforca.
A destra salendo si arriva a un covolo, molto grande e da questo salendo verso destra si giunge al sentiero del Fontanon, mentre proseguendo a sinistra si giunge a una valle profonda (boral citato nelle sentenze), laterale della Val scura.
Sul lato destro della valle sotto a una grande sporgenza della roccia, altra croce scolpita.
Giunti sul versante destro della valletta, tracce di un vecchio sentiero che proviene dalla strada di Pradel, si prende a salire tenendosi leggermente a sinistra per altri 200 metri sino a una serie di rocce ben evidenti che delimitano una scarpata. Altra croce scolpita.
Trenta metri a monte della croce si prende a sinistra scendendo lungo un ripido pendio erboso a balze, sino alla base della parete.
Da qui si risale brevemente lungo la valletta sino a un salto di roccia, altra croce scolpita sulla sinistra.
Il confine a questo punto traversa la parete rocciosa verso sinistra, sulla sommità in corrispondenza del displuvio, vi è un'altra croce scolpita in posizione aerea.
Risalendo la cresta (displuvio), si trova dopo circa 70 metri, alla base di un masso un'altra croce scolpita, ben evidente.
Si prosegue in salita lungo la dorsale sino a incrociare quasi sotto una balza ripida un'altra traccia di sentiero che si diparte dalle casere Pradel per poi proseguire verso sinistra sui vecchi prati della Vizza, mentre verso destra porta al Pian del Toro e Val delle Ere. 
Dal compluvio sotto la grande balza rocciosa, verso sinistra, costeggiando per un centinaio di metri la parete che delimita la Val delle Ere dal sottostante bosco della Vizza, si trova a circa due metri di altezza un'altra croce scolpita, in corrispondenza di una "burangola" valletta ripida e accidentata ma percorribile che porta ai vecchi prati superiori (Val delle Ere).
A questo punto il sentiero (labile traccia), prosegue sotto le rocce sino ai ruderi di Col Selvin e Col Cavaller.
Il confine tra le due regole e quindi tra i due Comuni, da questo punto si colloca esattamente alla metà tra il piede e la sommità della parete (Pala Fioca), e la segue sino alla dorsale delle "Banche" che va a delimitare un'ampia valle secondaria (Val Cavaller), che scende verso a sinistra verso la Val Scura, mentre volgendo lo sguardo a destra si ammira tutta la Val delle Ere e il dosso dei Doff.
Da questo punto il confine storico è incerto, in una sentenza si afferma che dalla sommità sopra i salti di questa dorsale detta di "Banche" attraverso altri luoghi si arriva alla forcella di Forca, ma non sono state fatte ricerche in merito.
Considerata l'importanza che tali territori avevano nel passato, non è esclusa la possibilità di reperire altri termini di confine da questo punto sino alla forcella di Forca attraverso le varie banche praticabili sotto il Pizzocco, lato ovest.
Viene comunque segnalata la presenza di una croce scolpita, sulla sommità di un alto rilievo posto a destra della forcella di Forca verso il crinale di Cimia.
Si consideri che l'attuale confine catastale, in molti punti non corrisponde per nulla al confine storico e la rappresentazione in mappa lo colloca addirittura di molto al di sopra della parete rocciosa, addirittura sulla valle delle Ere, ben distante dalla mezzeria dei salti, mentre le vecchie tabelle dell'azienda forestale di stato erano poste sul sentiero sotto la grande parete della Pala fioca.
È evidente come gli estensori del primo catasto (napoleonico) non avevano alcun interesse a delimitare con precisione territori non remunerativi e di scarso interesse, vista anche la relazione che avevano con le Regole da poco soppresse.
Il successivo catasto austro-italiano, riprese in sostanza quanto disegnato dai topografi al seguito delle armate napoleoniche.
Anche il nuovo catasto terreni, realizzato a soli scopi estimativi, distante dagli obbiettivi delle ormai dimenticate "Regole" non colse l'importanza del confine storico e lo indicò sommariamente con punti molto distanti tra loro e individuati per intersezione. 
È un peccato che le nuove generazioni non possano conoscere quanto siano costate le fatiche delle antiche popolazioni su queste crode.
Comunque se si considerano i confini storici e come da sentenze, misurando da confini naturali, crinali o displuvi, e confrontando con l'attuale confine catastale, il Comune di san Gregorio perde rispetto al Comune di Santa Giustina, circa 13 ettari nella zona di Cimia, 30 ettari nella zona sopra Banche a ovest del Pizzocco e altri 7 ettari nella zona al di sotto delle Banche verso la Val Scura, sino alla chiesa di San Felice.
Inoltre nei confronti del Comune di Cesiomaggiore ci rimette altri 4 ettari a ovest di Cimia verso i Piani Eterni e altri 10 ettari li perde nei confronti del Comune di Sospirolo nella zona a nord della Gusela e a est di Cimia e Val Falcina.
Per un totale di circa 64 ettari, la cui proprietà attuale risulta essere in buona parte del Demanio dello Stato. 
Una mappa rappresenta un territorio, ma non è il territorio.
Se nelle città come Feltre e Belluno il governo era affidato al Podestà, nelle campagne l'autorità era in capo al "Mariga", cioè la figura preposta a convocare e presiedere la Regola.
Tra il 1421 e il 1422 un decreto della Serenissima impose la distruzione di tutti i castelli e le fortificazioni presenti nel territorio feltrino. Una delle conseguenze dirette fu spianare la strada a una sorta di civiltà della Villa. Nella sostanza esponenti della nobiltà o i ricchi proprietari terrieri incominciarono l'opera di costruzione delle grandi ville padronali dovuta al bisogno di risiedere prossimi alle proprietà di famiglia in un'ottica di miglior governo e gestione di questi patrimoni. Tra i secoli XVI e XVIII molte ville sorgono sul territorio sangregoriese, in particolar modo nell'odierna frazione di Paderno. Le principali ville visibili sono Villa Sandi e la villa a portico e logge (Villa Pongan) a Paderno, Villa Villabruna (o Slongo) a Fumach e Villa Cappellari (o Caiada) a Comaroi.

### Simboli
Lo stemma comunale si può blasonare:
Il gonfalone è un drappo di bianco.

## Monumenti e luoghi di interesse

### Chiesa di San Gregorio Papa

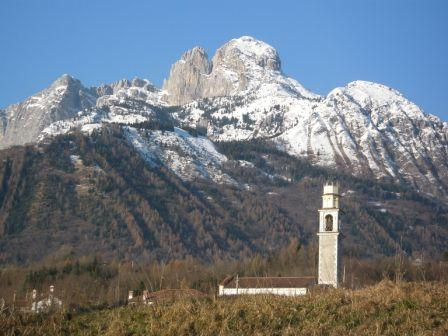
Il campanile della chiesa di San Gregorio e il Monte Pizzocco.

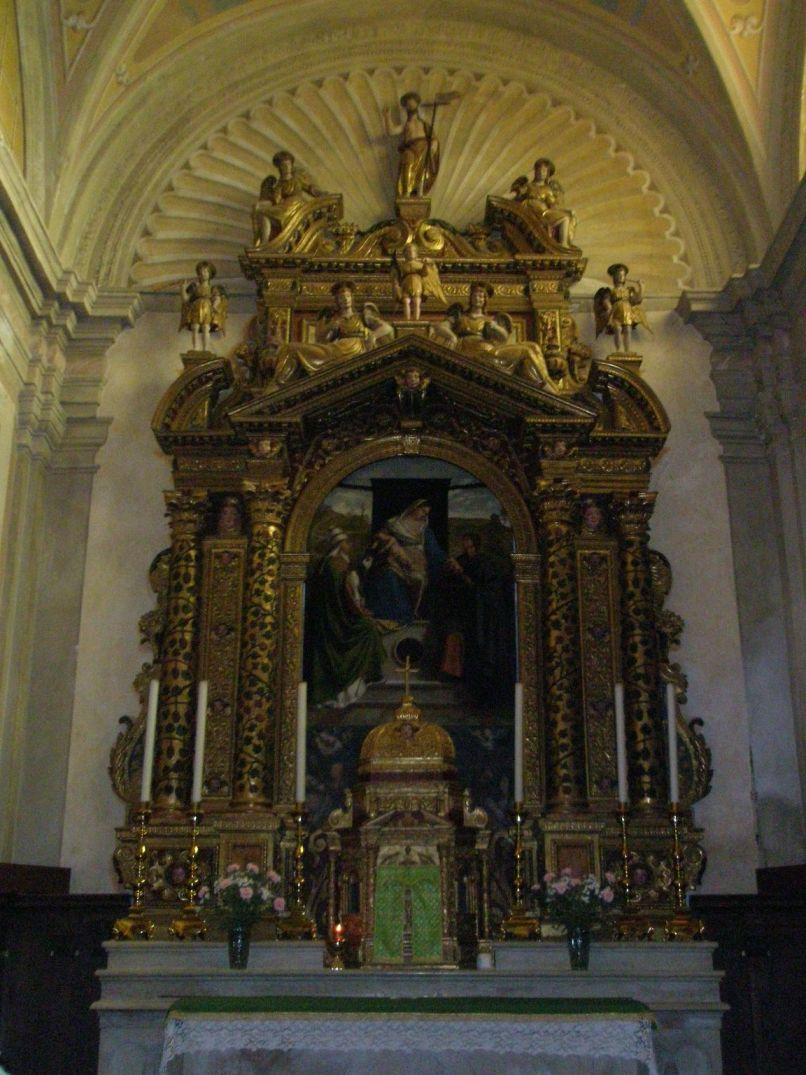
L'altare in legno policromo.

La chiesa di San Gregorio nelle Alpi si affaccia sulla piazza principale del paese. Essa ha assunto la struttura originaria solo nel secolo scorso, quando nel 1912 l'architetto Alberto Alpago Novello, con l'aiuto dell'ingegner Enrico De Conz (a cui per altro è intitolata la scuola materna paesana), ha realizzato le due navate laterali e sistemato la facciata. Molto probabilmente in origine la chiesa era di stile bizantino, e venne demolita poiché non riusciva più a contenere i fedeli. Fu ricostruita  nel 1479 e poi nel 1670,quando assunse le sembianze attuali (fatta eccezione per le navate). 

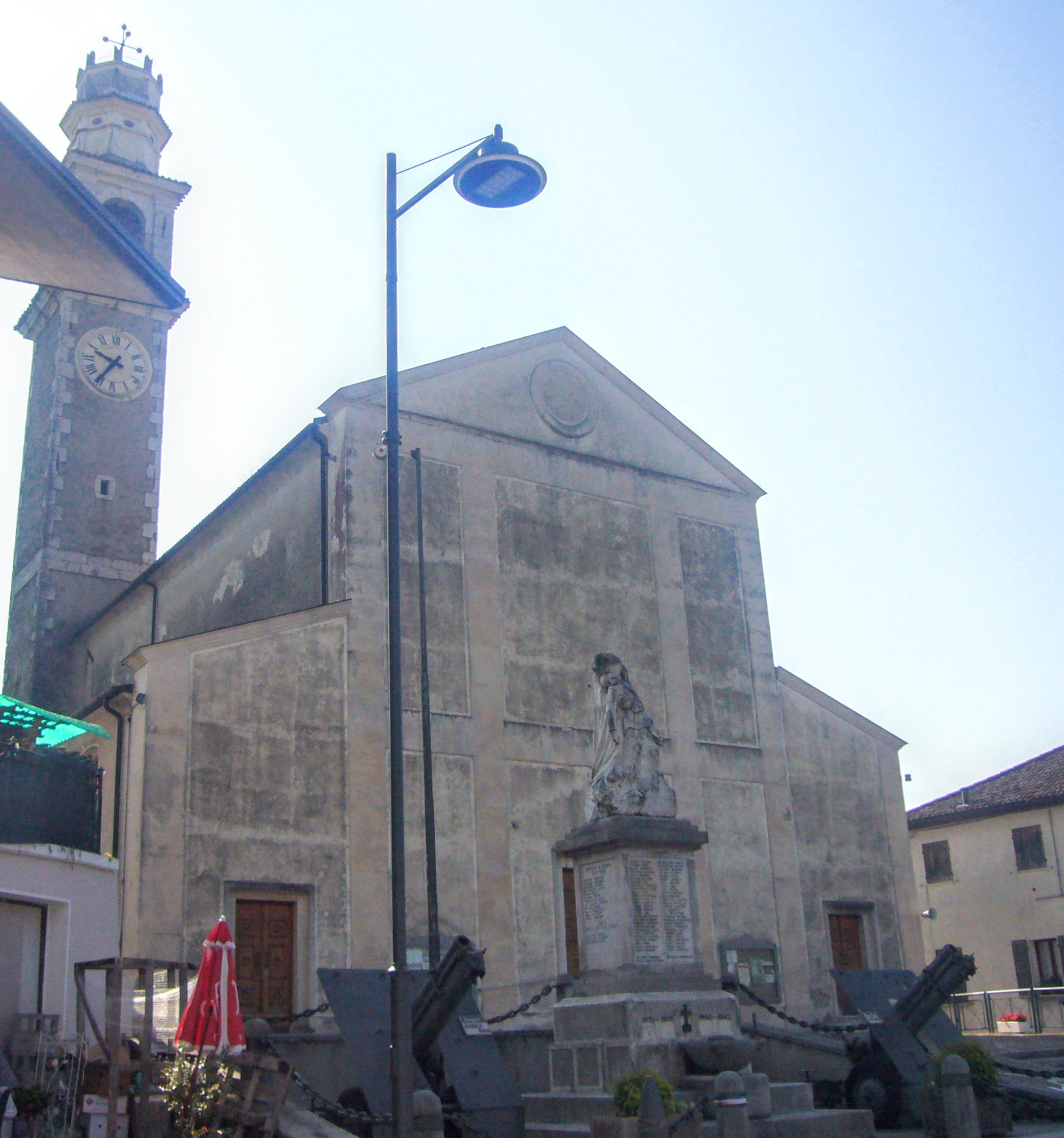
La chiesa parrocchiale con davanti il monumento ai Caduti

Un racconto popolare vuole che, inizialmente, il cantiere per la nuova chiesa fosse sul vicino colle Nodol. Il misterioso spostamento delle pietre a valle di notte fu interpretato dagli abitanti come intervento divino  per mano degli angeli. Per questo motivo il cantiere fu poi spostato lì dove sorge l'attuale chiesa.
La chiesa è rivolta verso est e ha una pianta tradizionale. Lo spazio per i fedeli è scandito da tre navate, quella principale di dimensioni maggiori e con copertura a volte a botte, e quelle laterali, più piccole e con copertura a volta a crociera. Del 1555 sono il presbiterio e la sacrestia, quest'ultima contenente un prezioso mobile dell'epoca.
L'altare maggiore fu realizzato con la pietra proveniente dalle Ere da uno scultore locale, e la pala d'altare fu dipinta con molta probabilità da Alessandro Bonvicino, detto il Moretto da Brescia. La tela raffigura al centro la Madonna che regge Gesù bambino, con ai lati San Gregorio, tiara papale in testa, colomba sulla spalla e una mela d'oro nelle mani, e San Valentino (compatrono assieme a San Sebastiano) con la bibbia in una mano e la palma del martirio nell'altra; una particolarità della pala sta nello sfondo, dove si vede la chiesa come doveva apparire nel passato. Il dipinto è contornato da una cornice in legno policromo, capolavoro seicentesco dell'intaglio; in essa sono presenti statue di angeli, teste di putti, ghirlande e cornucopie allegoriche e si conclude in alto con la statua di Cristo risorto. Alcuni pezzi sono stati trafugati, come per esempio due statuine dei santi Pietro e Paolo che erano incastonate nell'altare, o dei bellissimi angeli che erano stati attribuiti ad Andrea Brustolon, famoso scultore bellunese del legno. Nella chiesa sono poi presenti altri tre altari minori, uno dei quali (quello di destra) è adornato da una pregevole pala di un ignoto fiammingo raffigurante dei santi, fra cui si staglia in primo piano la figura di San Lorenzo con la graticola.
Sopra all'ingresso si trova l'organo, le cui canne durante il primo conflitto mondiale vennero asportate dai tedeschi assieme alle campane per farne armi.
Nell'angolo nord est della chiesa si eleva il campanile settecentesco, sormontato da un tamburo ottagonale e precedentemente da una guglia metallica. La cella campanaria ospita le tre campane: Gregoria la maggiore, Eurosia la mezzana e Valentina la minore. Sul lato ovest della torre si trova un orologio, il cui prezioso meccanismo cinquecentesco è stato restaurato nel 2007 ed è visibile nell'ingresso del municipio.

## Società

### Emigrazione e silicosi
In un documento del Comune  del 24 maggio 1971 vengono riportati alcuni dati relativi alla emigrazione e al dramma della silicosi:
- popolazione residente del 1941 = 2072;
- emigranti = 498;
- popolazione residente 1970 = 1520 ;
- emigranti = 386 (dei quali 130 all'estero) ;
- deceduti per cause lavoro = 127 di cui:
  - per silicosi polmonare = 84 ;
  - per infortuni lavoro = 31 ;
- altre cause 12;
- Emigranti titolari di invalidità = 70  di cui 50 per silicosi e 20 per altre cause.
- Emigranti già occupati in miniere con silicosi polmonare = 46 [11]

### Evoluzione demografica
Abitanti censiti

### Religione
Il comune appartiene alla diocesi di Belluno-Feltre. Il territorio comunale è diviso in due parrocchie. 
- Parrocchia di San Gregorio I papa: comprendente 1 022 unità circa, è la parrocchia del capoluogo e dei nuclei abitati di Roncoi e Muiach. Da segnalare le chiesette di Santa Lucia in Cort, quella dei Santi Pietro e Paolo in Roncoi e la chiesetta di San Felice al monte, posta in quota.
- Parrocchia di San Lucano in Paderno

## Cultura

### Eventi
Fra le principali manifestazioni che si svolgono nel Comune di San Gregorio ricordiamo:
- Festa della smonticazione: nella seconda metà del mese di settembre si svolge l'annuale festa campestre in occasione del ritorno delle mucche dai pascoli montani. Gli animali, che hanno trascorso il periodo estivo su malghe e alpeggi, sfilano lungo le strade del comune richiamando un gran numero di persone. La festa si conclude con la rituale sagra.
- Festa di San Felice: dopo la tradizionale passeggiata di tutti i sangregoresi, tradizionalmente fortemente devoti al santo, giunti in prossimità della cappella, celebrata la Santa Messa, balli, giochi e tradizionali cibi accompagnano il trascorrere delle giornata.
- Palio delle frazioni: paesi "alti" e paesi "bassi" si scontrano in giochi di competizione tipici (taglio del tronco, corsa dei sacchi, ecc.).
- Festa della Fragola: nella seconda metà del mese di luglio. Si svolge lungo le vie della frazione di Paderno ed è caratterizzata dalla presenza di numerosi stand biologici/agricoli.
- Festa della Montagna: ha preso il posto della festa della smonticazione. Si svolge nella frazione di Roncoi.

## Geografia antropica

### Frazioni
Secondo lo statuto comunale, le quattro frazioni del comune, capoluogo compreso, sono composte a loro volta da più nuclei abitati:
- San Gregorio: Caval, Burbai, Saltoi, Donada, Cort, Carazzai, Barp, Sottocort;
- Roncoi: Cargnach, Gasnil;
- Muiach: Fumach, Paluch, Romagno, Romaviero, Comaroi, Velos, Maserolle, Donce;
- Paderno: Alconis, Luni, Tassin, Cassol, Busa Parè, Caroip.

A queste vanno aggiunte le località di alta quota che sono poste comunque all'interno del territorio comunale, anche se sono costituite da singole baite e da singoli rifugi alpini arroccati sui versanti del maestoso monte Pizzocco: Casera Ere, Bivacco Palia, Chiesetta di San Felice al Monte, passo Forca, Catino (del torrente Veses).